# X eleccions a la presidència del Futbol Club Barcelona
El 23 de juliol del 2000 van tenir lloc les eleccions a la presidència del Futbol Club Barcelona. Serviren per escollir nou president després de la llarga presidència de Josep Lluís Núñez, i eren les primeres eleccions per sufragi universal en què Núñez no es presentava.
Les eleccions van ser un cara a cara entre Joan Gaspart, que fins aleshores havia estat vicepresident del club de la mà de Núñez, i Lluís Bassat, conegut publicista que representava l'oposició i el canvi al club. Joan Gaspart va guanyar amb 25.181 vots, en front dels 19.791 vots de Bassat. Així doncs, Gaspart es va convertir en nou president del Futbol Club Barcelona.
Tenien dret a vot 93.006 socis i van votar 45.888 (un 49,4%).
Cal tenir en compte que inicialment es van presentar quatre precandidats: Joan Gaspart (va aconseguir 14.560 signatures), Lluís Bassat (7.355 signatures), Joan Castells (3.560 signatures, va acabar integrant-se en la candidatura de Gaspart) i Jaume Llauradó (amb 2.031 signatures va anunciar la seva retirada abans de presentar-les).